# بروس هرنزبی
بروس هرنزبی (انگلیسی: Bruce Hornsby؛ زادهٔ ۲۳ نوامبر ۱۹۵۴) یک موسیقی‌دان اهل ایالات متحده آمریکا است.
 وی از سال ۱۹۷۴ میلادی تاکنون مشغول فعالیت بوده‌است.